# Venturi Racing
A Venturi Racing, anteriormente denominada Venturi Formula E Team, foi uma equipe monegasca de automobilismo fundada pelo proprietário da Venturi Automobiles, Gildo Pallanca Pastor, para competir no campeonato da FIA para carros elétricos, a Fórmula E.

## História
A Venturi Formula E Team foi fundada por Gildo Pallanca Pastor e se tornou uma das equipes fundadoras da Fórmula E ao se comprometer com o campeonato em dezembro de 2013. Para a temporada inaugural, a Venturi contratou Nick Heidfeld e Stephane Sarrazin como seus pilotos titulares, com Franck Baldet como coordenador da equipe. No campeonato de pilotos, eles terminaram em 12° e 14°, respectivamente, enquanto que no campeonato de equipes, a Venturi terminou em penúltimo, logo à frente da Amlin Aguri.
Para a temporada de 2015–16, A Venturi forneceu motores para a equipe cliente Dragon Racing e contratou o campeão mundial de Fórmula 1 de 1997, Jacques Villeneuve, como companheiro de equipe de Sarrazin. Após o ePrix de Punta del Este, porém, o canadense saiu após discordar sobre a direção da equipe. Ele foi substituído por Mike Conway.

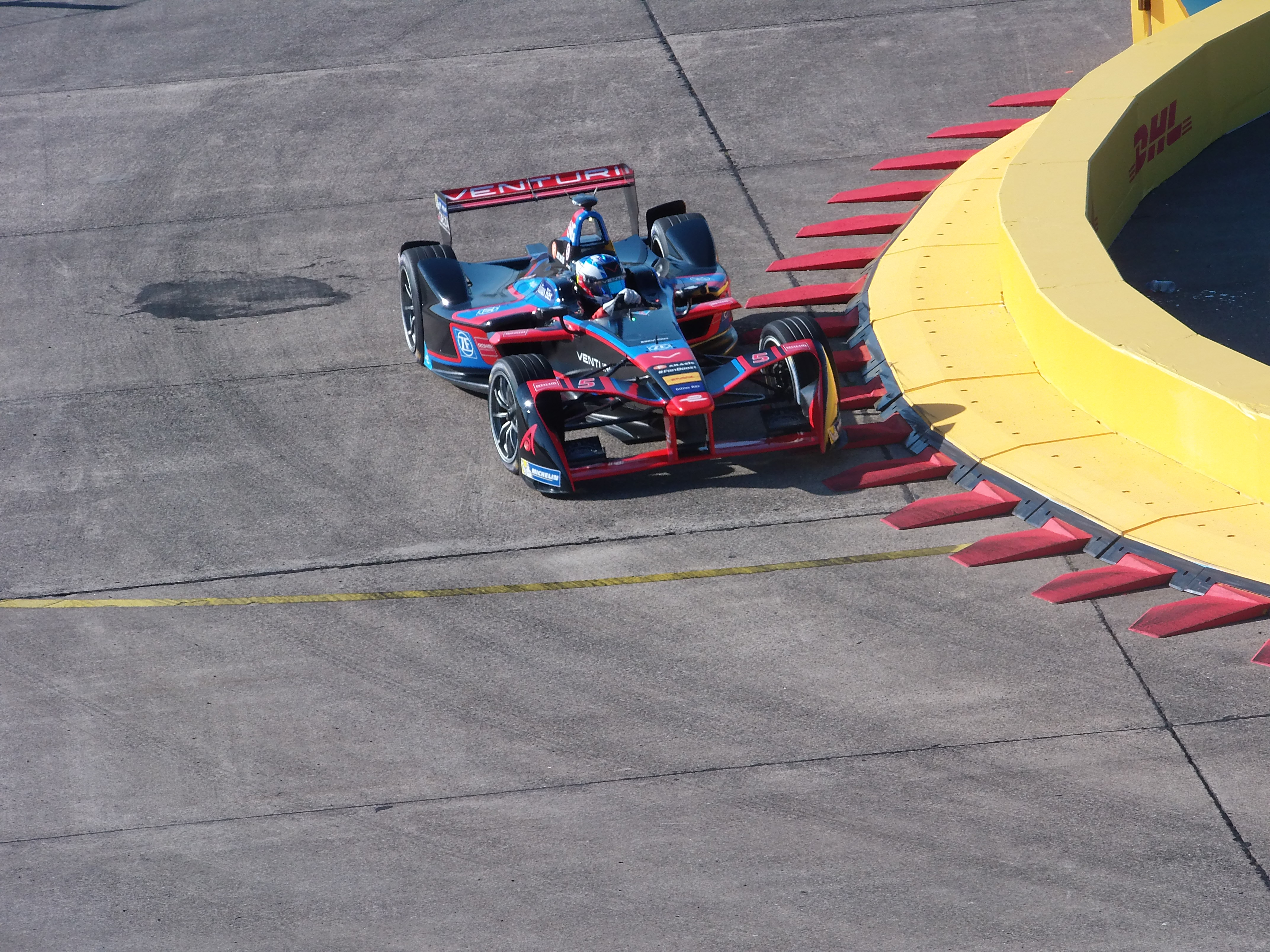
Maro Engel no ePrix de Berlim de 2017.

Em 2018, a ex-piloto profissional, Susie Wolff, tornou-se a chefe da equipe, enquanto Franck Baldet tornou-se o diretor técnico.
A Venturi forneceu trens de força para a equipe HWA Racelab afiliada à Mercedes durante a temporada de 2018–19, com a HWA se preparando para a entrada oficial da equipe Mercedes-EQ Formula E Team na temporada de 2019–20.
Na histórica 50ª corrida da Fórmula E no ePrix de Hong Kong de 2019, Mortara conquistou a primeira vitória da Venturi.
Para a temporada de 2019–20, a Venturi passou a utilizar trens de força fornecidos pela Mercedes. Dessa forma, a Venturi, que desde o início de sua história na Fórmula E construía seus próprios propulsores, encerrou sua participação como fabricante e tornou-se equipe cliente. Na véspera da abertura da temporada de 2019–20, a Venturi anunciou um patrocínio título de três anos com a empresa de telecomunicações ROKiT, com a equipe sendo renomeada para ROKiT Venturi Racing.
Em dezembro de 2020, foi anunciado a venda da equipe para um grupo de investidores estadunidenses liderado por Scott Swid e Jose María Aznar Botella — este último é filho do ex-Primeiro Ministro da Espanha, José María Aznar, e cunhado de Alejandro Agag, criador da Fórmula E. Porém, Susie Wolff permaneceu como chefe de equipe e manteve interesse na Venturi ao lado do fundador Gildo Pallanca Pastor.
No final de 2021, Susie Wolff, foi promovida ao cargo de diretor executivo, enquanto Jérôme d'Ambrosio assumiu como chefe de equipe. Entretanto, no final da temporada, a Venturi confirmou a saída de Wolff e d'Ambrosio da sua equipe de gestão sénior, antes da sua transição para a Maserati MSG Racing para a disputa da temporada de 2022–23. Removendo assim o nome "Venturi", que esteve presente no grid da Fórmula E desde sua temporada inaugural, mas a maioria da estrutura remanescente da equipe de Mônaco permaneceu.

## Resultados
(legenda) (resultados em negrito indicam pole position; resultados em itálico indicam volta mais rápida)
| Ano                          | Nome                   | Chassi        | Trem de força                    | Pneu | N.° | Piloto             | 1   | 2   | 3   | 4   | 5   | 6   | 7   | 8   | 9   | 10  | 11  | 12  | 13  | 14  | 15  | 16  | Pontos | Class. |
| ---------------------------- | ---------------------- | ------------- | -------------------------------- | ---- | --- | ------------------ | --- | --- | --- | --- | --- | --- | --- | --- | --- | --- | --- | --- | --- | --- | --- | --- | ------ | ------ |
| 2014–15                      | Venturi Formula E Team | Spark SRT01-e | SRT01-e                          | M    |     |                    | PEQ | PUT | PDE | BUE | MIA | LBH | MON | BER | MOS | LON | LON |     |     |     |     |     | 53     | 9°     |
| 2014–15                      | Venturi Formula E Team | Spark SRT01-e | SRT01-e                          | M    | 23  | Nick Heidfeld      | 13† | DSQ | 10  | 8   | 12  | 11  | 10  | 5   | 3   | 13  | Ret |     |     |     |     |     | 53     | 9°     |
| 2014–15                      | Venturi Formula E Team | Spark SRT01-e | SRT01-e                          | M    | 30  | Stéphane Sarrazin  | 9   | 12  | Ret | 10  | Ret | 10  | 7   | 6   | 14  | 10  | 15  |     |     |     |     |     | 53     | 9°     |
| 2015–16                      | Venturi Formula E Team | Spark SRT01-e | Venturi VM200-FE-01              | M    |     |                    | PEQ | PUT | PDE | BNA | MEX | LBH | PAR | BER | LON | LON |     |     |     |     |     |     | 77     | 6°     |
| 2015–16                      | Venturi Formula E Team | Spark SRT01-e | Venturi VM200-FE-01              | M    | 4   | Stéphane Sarrazin  | 9   | 4   | 9   | 4   | 9   | 2   | 5   | 10  | 10  | 5   |     |     |     |     |     |     | 77     | 6°     |
| 2015–16                      | Venturi Formula E Team | Spark SRT01-e | Venturi VM200-FE-01              | M    | 12  | Jacques Villeneuve | 14  | 11  | DNS |     |     |     |     |     |     |     |     |     |     |     |     |     | 77     | 6°     |
| 2015–16                      | Venturi Formula E Team | Spark SRT01-e | Venturi VM200-FE-01              | M    | 12  | Mike Conway        |     |     |     | 15  | 12  | 10  | 14  | 8   | 9   | 13  |     |     |     |     |     |     | 77     | 6°     |
| 2016–17                      | Venturi Formula E Team | Spark SRT01-e | Venturi VM200-FE-02              | M    |     |                    | HKG | MAR | BNA | MEX | MON | PAR | BER | BER | NIQ | NIQ | MTR | MTR |     |     |     |     | 30     | 9°     |
| 2016–17                      | Venturi Formula E Team | Spark SRT01-e | Venturi VM200-FE-02              | M    | 4   | Stéphane Sarrazin  | 10  | 12  | 12  | 15  | 15  | 10  |     |     |     |     |     |     |     |     |     |     | 30     | 9°     |
| 2016–17                      | Venturi Formula E Team | Spark SRT01-e | Venturi VM200-FE-02              | M    | 4   | Tom Dillmann       |     |     |     |     |     |     | 18  | 15  | 13  | 7   | 10  | 10  |     |     |     |     | 30     | 9°     |
| 2016–17                      | Venturi Formula E Team | Spark SRT01-e | Venturi VM200-FE-02              | M    | 5   | Tom Dillmann       |     |     |     |     |     | 8   |     |     |     |     |     |     |     |     |     |     | 30     | 9°     |
| 2016–17                      | Venturi Formula E Team | Spark SRT01-e | Venturi VM200-FE-02              | M    | 5   | Maro Engel         | 9   | Ret | Ret | Ret | 5   |     | 9   | Ret | Ret | Ret | 12  | 18  |     |     |     |     | 30     | 9°     |
| 2017–18                      | Venturi Formula E Team | Spark SRT01-e | Venturi VM200-FE-03              | M    |     |                    | HKG | HKG | MAR | SAN | MEX | PDE | ROM | PAR | BER | ZUR | NIQ | NIQ |     |     |     |     | 72     | 7°     |
| 2017–18                      | Venturi Formula E Team | Spark SRT01-e | Venturi VM200-FE-03              | M    | 4   | Edoardo Mortara    | 7   | 2   | 17† | 13  | 8   | 17  | 10  | 13  |     | Ret |     |     |     |     |     |     | 72     | 7°     |
| 2017–18                      | Venturi Formula E Team | Spark SRT01-e | Venturi VM200-FE-03              | M    | 4   | Tom Dillmann       |     |     |     |     |     |     |     |     | 13  |     | 4   | Ret |     |     |     |     | 72     | 7°     |
| 2017–18                      | Venturi Formula E Team | Spark SRT01-e | Venturi VM200-FE-03              | M    | 5   | Maro Engel         | 13  | 7   | 13  | Ret | 16  | 10  | 8   | 13  | 8   | 11  | 8   | Ret |     |     |     |     | 72     | 7°     |
| 2018–19                      | Venturi Formula E Team | Spark SRT05e  | Venturi VFE05                    | M    |     |                    | DAR | MAR | SAN | MEX | HKG | SNY | ROM | PAR | MON | BER | SUI | NIQ | NIQ |     |     |     | 88     | 8°     |
| 2018–19                      | Venturi Formula E Team | Spark SRT05e  | Venturi VFE05                    | M    | 19  | Felipe Massa       | 17  | 18  | Ret | 8   | 5   | 10  | Ret | 9   | 3   | 15  | 8   | 16† | 15  |     |     |     | 88     | 8°     |
| 2018–19                      | Venturi Formula E Team | Spark SRT05e  | Venturi VFE05                    | M    | 48  | Edoardo Mortara    | 19  | 13  | 4   | 3   | 1   | 13  | Ret | Ret | Ret | 11  | Ret | Ret | Ret |     |     |     | 88     | 8°     |
| 2019–20                      | ROKiT Venturi Racing   | Spark SRT05e  | Mercedes-Benz EQ Silver Arrow 01 | M    |     |                    | DAR | DAR | SAN | MEX | MAR | BER | BER | BER | BER | BER | BER |     |     |     |     |     | 44     | 10°    |
| 2019–20                      | ROKiT Venturi Racing   | Spark SRT05e  | Mercedes-Benz EQ Silver Arrow 01 | M    | 19  | Felipe Massa       | 12  | 17  | 9   | Ret | 17  | Ret | Ret | 19  | 10  | 13  | 16  |     |     |     |     |     | 44     | 10°    |
| 2019–20                      | ROKiT Venturi Racing   | Spark SRT05e  | Mercedes-Benz EQ Silver Arrow 01 | M    | 48  | Edoardo Mortara    | 7   | 4   | Ret | 8   | 5   | 17  | 8   | 14  | 14  | 8   | 10  |     |     |     |     |     | 44     | 10°    |
| 2020–21                      | ROKiT Venturi Racing   | Spark SRT05e  | Mercedes-EQ Silver Arrow 02      | M    |     |                    | DAR | DAR | ROM | ROM | VAL | VAL | MON | PUE | PUE | NIO | NIO | LON | LON | BER | BER |     | 146    | 7°     |
| 2020–21                      | ROKiT Venturi Racing   | Spark SRT05e  | Mercedes-EQ Silver Arrow 02      | M    | 48  | Edoardo Mortara    | 2   | NL  | Ret | 4   | Ret | 9   | 12  | 3   | 1   | 14  | 17  | 9   | 11  | 2   | Ret |     | 146    | 7°     |
| 2020–21                      | ROKiT Venturi Racing   | Spark SRT05e  | Mercedes-EQ Silver Arrow 02      | M    | 71  | Norman Nato        | 14  | 16  | 12  | DSQ | Ret | 5   | 13  | 14  | Ret | 15  | 7   | Ret | Ret | 4   | 1   |     | 146    | 7°     |
| 2021–22                      | ROKiT Venturi Racing   | Spark SRT05e  | Mercedes-EQ Silver Arrow 02      | M    |     |                    | DAR | DAR | MEX | ROM | ROM | MON | BER | BER | JAC | MAR | NIO | NIO | LON | LON | SEU | SEU | 295    | 2°     |
| 2021–22                      | ROKiT Venturi Racing   | Spark SRT05e  | Mercedes-EQ Silver Arrow 02      | M    | 11  | Lucas Di Grassi    | 5   | 3   | 12  | 11  | 8   | 6   | Ret | 4   | 7   | 5   | 2   | Ret | 9   | 1   | 3   | 11  | 295    | 2°     |
| 2021–22                      | ROKiT Venturi Racing   | Spark SRT05e  | Mercedes-EQ Silver Arrow 02      | M    | 48  | Edoardo Mortara    | 6   | 1   | 5   | 7   | Ret | Ret | 1   | 2   | 3   | 1   | 9   | 10  | 18  | 13  | Ret | 1   | 295    | 2°     |
| 2022–23: Maserati MSG Racing |                        |               |                                  |      |     |                    |     |     |     |     |     |     |     |     |     |     |     |     |     |     |     |     |        |        |

Notas
† – Não completaram a corrida, mas foram classificados pois completaram 90% ou mais da prova.
G – Volta mais rápida na fase de grupos da classificação.

### Outras equipes fornecidas pela Venturi
| Ano     | Equipe        | Chassi        | Trem de força       | Pneu | N.° | Pilotos           | Ponto | Pos. | Fonte  |
| ------- | ------------- | ------------- | ------------------- | ---- | --- | ----------------- | ----- | ---- | ------ |
| 2015–16 | Dragon Racing | Spark SRT01-e | Venturi VM200-FE-01 | M    | 6   | Loïc Duval        | 143   | 4°   | [ 23 ] |
| 2015–16 | Dragon Racing | Spark SRT01-e | Venturi VM200-FE-01 | M    | 7   | Jérôme d'Ambrosio | 143   | 4°   | [ 23 ] |
| 2018–19 | HWA Racelab   | Spark SRT05e  | Venturi VFE05       | M    | 5   | Stoffel Vandoorne | 44    | 9°   | [ 24 ] |
| 2018–19 | HWA Racelab   | Spark SRT05e  | Venturi VFE05       | M    | 17  | Gary Paffett      | 44    | 9°   | [ 24 ] |